# Olympische Winterspiele 2010/Teilnehmer (Chinese Taipei)
| Gelbes Symbol für Goldmedaillen mit stilisierten Olympischen Ringen | Graues Symbol für Silbermedaillen mit stilisierten Olympischen Ringen | Braundes Symbol für Bronzemedaillen mit stilisierten Olympischen Ringen |
| ------------------------------------------------------------------- | --------------------------------------------------------------------- | ----------------------------------------------------------------------- |
| —                                                                   | —                                                                     | —                                                                       |

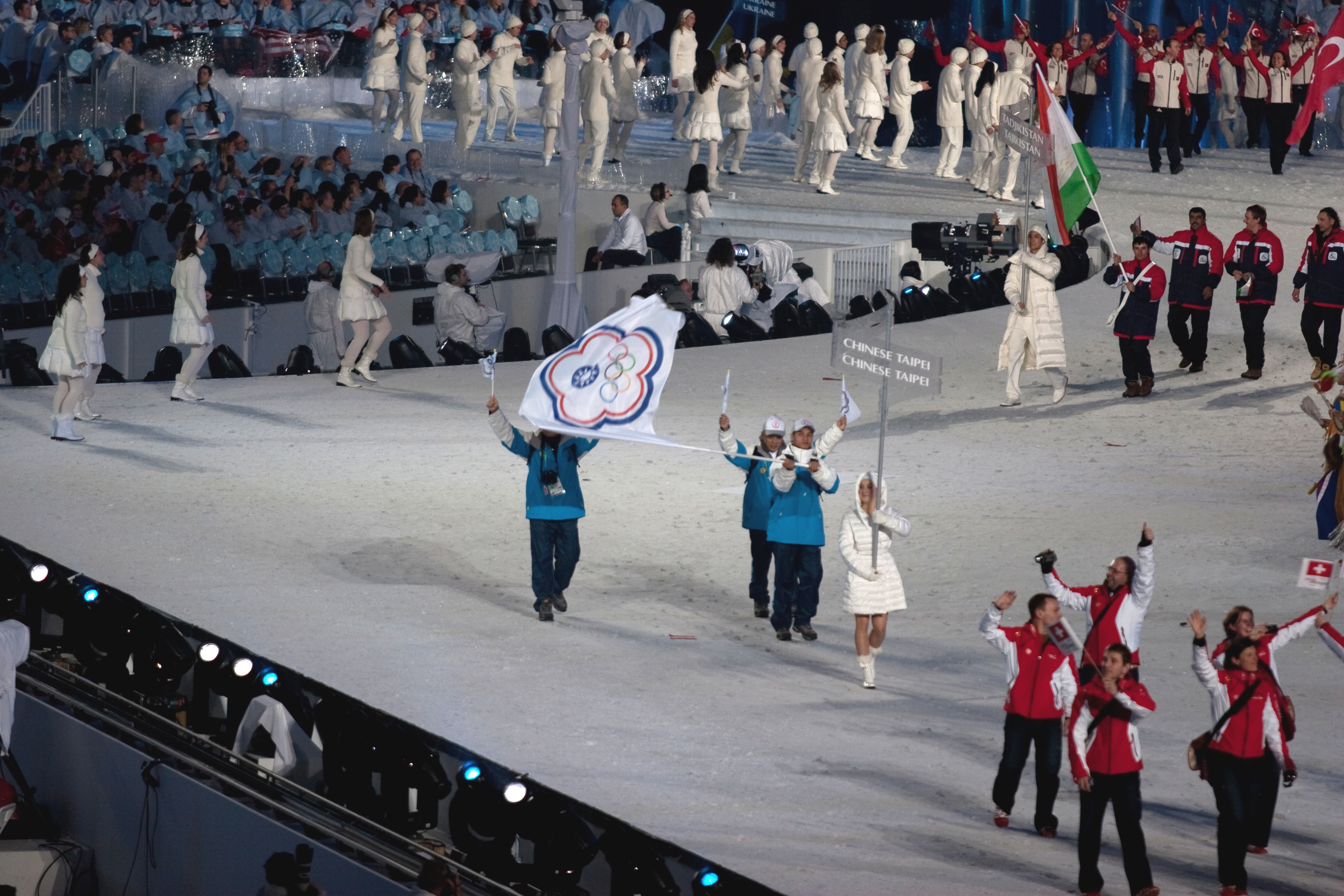
Einmarsch der taiwanesischen Delegation

Die Republik China, vom IOC offiziell als Chinesisch-Taipeh (deutsch für Chinese Taipei) bezeichnet, nahm an den Olympischen Winterspielen 2010 im kanadischen Vancouver mit einem Sportler teil.

## Teilnehmer nach Sportarten

### Rennrodeln
Männer
- Ma Chih-hung
Einzel: 34. Platz